# Shipsa rotunda
Shipsa rotunda är en bäcksländeart som först beskrevs av Peter Walter Claassen 1923.  Shipsa rotunda ingår i släktet Shipsa och familjen kryssbäcksländor. Inga underarter finns listade i Catalogue of Life.